# Oreopanax raimondii
Oreopanax raimondii  es una especie de planta con flor en la familia de las Araliaceae. 

## Hábitat
Es endémica de Perú.  Tiene amenaza por destrucción de hábitat.

## Taxonomía
Oreopanax raimondii fue descrita por Hermann Harms y publicado en Notizblatt des Botanischen Gartens und Museums zu Berlin-Dahlem 11: 290. 1931.
Etimología
Oreopanax: nombre genérico que deriva de las palabras griegas: oreos = "montaña" y panax = "Panax".
raimondii: epíteto